# マーケティングリサーチ
マーケティングリサーチ（英: marketing research）は客観的マーケティング改良を可能にする調査研究活動である。

## 概要
マーケティングは価値（顧客知覚価値）を届ける活動である。より良いマーケティングすなわち更なる価値提供には、価値を届ける更なる機会や既存の問題点を知り、施策を考え改良し、その効果を測定し、マーケティングそのものへの理解を深める必要がある。勘ではなく事実に基づいてこれらを行い価値の受け手とマーケターを繋ぐには、そのための情報が必要である。客観的マーケティング改良を可能にする調査研究活動がマーケティングリサーチである。具体的な活動として、必要な情報の選定・収集方法の設計・収集プロセスの実装と運用・結果の分析・結果考察の伝達が挙げられる。リサーチの結果はマネジメントに活用され、最終的に価値提供の向上へ繋がる。
マーケティングリサーチは、このように顧客から企業への情報の流れをつくる活動のひとつであるが、「お客様相談センター」などが、顧客側から企業へアプローチされるのに対し、マーケティングリサーチでは、企業の側から顧客へアプローチし、顧客側の情報を得るのが特徴である。この特徴により、「自分から進んで文句を言わないが行動で示す（商品を買う・買わない）」ような多くの顧客の意見を商品・サービスに活かすことができる。

## 市場調査
市場調査（しじょうちょうさ、market research）はマーケティングリサーチと用語が似ているため混同されやすいが定義は異なる。市場調査は比較的新しい分野であり、古くからあるマーケティングリサーチの一部である。市場調査は市場や流通に焦点を当てている（フィールドリサーチ）。
市場調査はターゲット市場と顧客に関する情報を収集するための組織的な取り組みである。対象者が誰であるかの特定から始め、さまざまな属性を調査する。これは、ビジネス戦略の非常に重要な構成要素であり、競争力を維持する上で大きな要因となる。市場調査は、市場のニーズ、市場規模、競争のニーズを特定し、分析するのに役立つ。その手法には、フォーカスグループ、詳細インタビュー、エスノグラフィーなどの定性的手法と、顧客調査などの定量的手法、二次データの分析が含まれる。社会研究や意見調査を含み、応用社会科学の統計的・分析的手法を用いて個人や組織に関する情報を体系的に収集・解釈し、洞察を得たり意思決定を支援したりする。

## リサーチ手法の分類
- 定量的マーケティング調査
  - 調査票（アンケート等）
  - テスト・マーケティング
- 定性的マーケティング調査
  - フォーカスグループ
  - 座談会
  - 事例研究
  - 参与観察
  - イノベーションゲーム
  - 個別のインタビュー

またマーケティングリサーチは、ターゲット市場の違いにより二種類の分類される。
- 消費者 (B2C) マーケティングリサーチ
- 企業間取引 (B2B) マーケティングリサーチ

## 実査手法
- 訪問面接調査（直接面接取材、直接訪問面接取材とも言う）
- 訪問留置調査
- パイロット調査、探索調査
  - 調査の企画に入る前に行なう予備的な研究
- オムニバス調査
  - 複数の調査依頼者を募集し、同一の調査に文字通り相乗りさせて行なう調査
- パネル調査
  - 調査対象を長期間固定し、同じ様式の調査票を用いてくり返し行なう継続調査
- 郵送調査
  - 調査票を対象者に郵送で送り、その回答も郵送で求める実査方法
- 電話調査
  - 調査の手段として電話を利用する方法。質問、回答を電話を通じて行ない、その結果を手もとの調査票に記入する。
- インターネット調査
  - 調査の手段としてパソコンのインターネットが接続できる環境で行う方法。
- 会場調査
  - 製品テストの一方法。あらかじめ何ヶ所かの会場を設定しておいて、そこに対象者を呼んでテストしてもらう。
- 街頭調査(CLT)
- ホームユーステスト
- FAX調査
- 現地調査
- 覆面調査（ミステリーショッパー）

## 分析手法
- テキストマイニング
- データマイニング
- コンジョイント分析
- 評価グリッド法（レパートリーグリッド発展法） by 讃井,乾
  1. オリジナル評価項目の抽出
  2. ラダーリング
  3. 評価モデル作成（評価構造モデル）
- レパートリーグリッド法（面接評価手法）by G.A.Kelly
- ポストモダン・アプローチ
  - 投影法
  - フォトエッセー